# WWE Championship
Die WWE Championship (zu deutsch WWE Meisterschaft) ist einer der wichtigsten Wrestling-Titel der US-amerikanischen Promotion World Wrestling Entertainment (WWE). Er ist neben der World Heavyweight Championship einer von zwei Weltmeistertiteln in der WWE und wird bei SmackDown verteidigt. Der aktuelle Titelträger in seiner zweiten Regentschaft ist Cody Rhodes, welcher John Cena bei SummerSlam besiegt hat.
Der originale Welt-Schwergewichtstitel der WWE wurde am 25. April 1963 von der damaligen World Wide Wrestling Federation (WWWF) als WWWF World Heavyweight Championship eingeführt, nachdem sich die Promotion von der National Wrestling Alliance (NWA) getrennt hatte. Der erste Champion war Buddy Rogers. Seit der Einführung hat der Titel aufgrund von Namensänderungen der Promotion und Titelvereinigungen viele Namensänderungen erfahren. Es ist die älteste Meisterschaft, die derzeit bei der WWE aktiv ist. Deswegen und weil der Titel im Main-Event von Pay-per-View-Events verteidigt wurde gilt er im Allgemeinen als einer der prestigeträchtigsten Titel aller Zeiten.
Von seiner Einführung bis 2001 wurde die Meisterschaft als einziger Welt-Schwergewichtstitel der WWE präsentiert. Im Jahr 2001 wurde nach dem Kauf von World Championship Wrestling (WCW) ein zusätzlicher Welt-Schwergewichtstitel, die WCW World Heavyweight Championship, hinzugefügt. Beide Titel wurden später zur Undisputed WWE Championship vereinigt. Nach der ersten Brand-Extension im Jahr 2002 wechselte der Titel exklusiv zu SmackDown. Anschließend wurde die World Heavyweight Championship exklusiv für Raw geschaffen. Beide Titel wurden im Jahr 2013 zur WWE World Heavyweight Championship vereinigt. Der Titel war anschließend bis zur Einführung der Universal Championship erneut der einzige Welt-Schwergewichtstitel der WWE. Bei WrestleMania 38 am 3. April 2022 besiegte SmackDowns Universal Champion Roman Reigns den amtierenden WWE Champion Brock Lesnar in einem Winner Takes All-Match. Er holte sich beide Meisterschaften und wurde zum Undisputed WWE Champion.

## Geschichte

### Ursprung

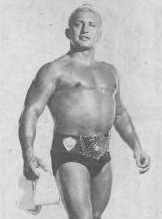
Der erste Titelträger Buddy Rogers

Der Titel wurde 1963 eingeführt, als Buddy Rogers der erste Champion wurde. Die Ursprünge des Titels werden jedoch auf Ereignisse zurückgeführt, die in der National Wrestling Alliance (NWA) begannen, die verschiedene territoriale Promotionen als Mitglieder hatte. In den 1950er Jahren war die Capitol Wrestling Corporation (CWC) Mitglied der NWA. Im Jahr 1963 hielten die Führungskräfte der CWC eine Mehrheitsbeteiligung an den NWA-Operationen. Während dieser Zeit hielt Buddy Rogers die NWA World Heavyweight Championship bis zum 24. Januar, als Lou Thesz Rogers in einem One-Fall-Match um die Meisterschaft besiegte. Da der Titel nur in einem traditionellen Two-Out-Of-Three-Falls-Match verteidigt werden konnte, weigerten sich die Promoter im Nordosten der USA, die One-Fall Niederlage von Rogers anzuerkennen und trennten sich so von der NWA, um die World Wide Wrestling Federation (WWWF) zu gründen. Die NWA Regentschaft von Rogers bestand fort, da die WWWF ihn weiterhin als NWA Champion anerkannte. Rogers verteidigte weiterhin den NWA Titel in der WWWF, bis er am 25. April zum ersten WWWF World Heavyweight Champion ernannt wurde. Buddy Rogers’ Status als World Heavyweight Champion wurde in einer öffentlichen Erklärung damit begründet, dass er ein Turnier in Rio de Janeiro gewonnen hatte, was aber nicht der Fall gewesen war. Nach einigen Jahren schloss sich die WWWF erneut der NWA an und das Wort „World“ wurde aus dem Namen der Meisterschaft gestrichen. 1979 wurde die WWWF in World Wrestling Federation (WWF) umbenannt, und nach der endgültigen Beendigung ihrer Zugehörigkeit zur NWA im Jahr 1983 wurde die Meisterschaft in WWF World Heavyweight Championship umbenannt. Obwohl der vollständige Name bis 1998 auf den Titelgürteln erschien, wurde der Name oft in WWF Championship abgekürzt, was 1998 zum offiziellen Namen des Titels wurde.

### Monday Night Wars und Titelvereinigung
Im Jahr 1991 führte die World Championship Wrestling (WCW), ein Mitglied der NWA, die WCW World Heavyweight Championship ein, um den Welt-Schwergewichtstitel der NWA zu ersetzen. Im Jahr 1993 trennte sich WCW von der NWA und entwickelte sich zu einer rivalisierenden Promotion zur WWF. Beide Organisationen wurden immer bekannter und befanden sich schließlich in einem Krieg um die Einschaltquoten im Fernsehen, der als Monday Night Wars bezeichnet wurde. Gegen Ende des Ratingkrieges begann für WCW ein finanzieller Niedergang durch Umstrukturierungen im Mutterkonzern, der im März 2001 zum Kauf der WCW durch die WWF führte. Infolge des Kaufs erwarb der WWF unter anderem die WCW Championship. So gab es zwei Weltschwergewichts-Titel in der WWF: die ursprüngliche WWF Championship und die WCW Championship, die schließlich in World Championship umbenannt wurde.

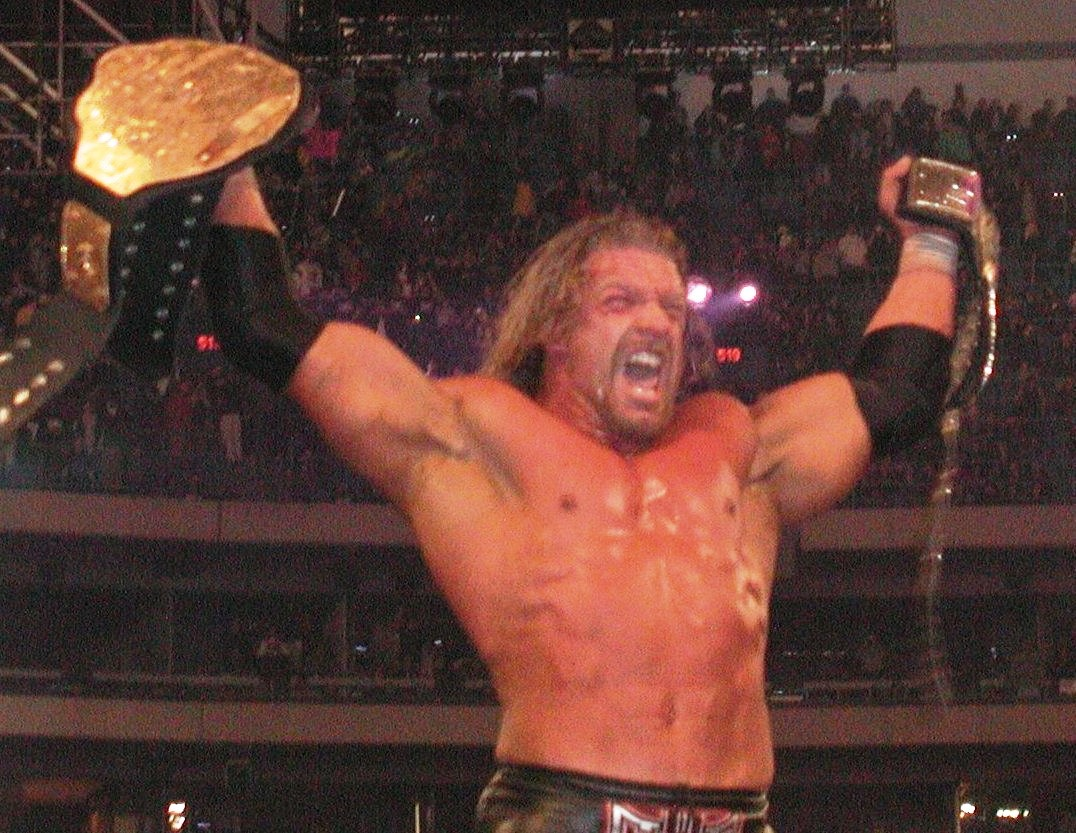
Triple H als Undisputed WWF Champion

Im Dezember 2001 wurden die beiden Meisterschaften bei der Großveranstaltung Vengeance vereinigt. Bei der Veranstaltung besiegte Steve Austin Kurt Angle, um die WWF Championship zu behalten, während Chris Jericho The Rock für die World Championship besiegte. Am gleichen Abend errang Jericho auch einen Sieg gegen Austin. Er vereinte die beiden Welt-Schwergewichtstitel und wurde der erste Undisputed WWF Champion. Die Undisputed WWF Championship behielt die Abstammungslinie der WWF Championship bei, und die World Championship wurde eingestellt. Anschließend wurden der Big Eagle Belt (ehemals Repräsentant der WWF Championship) und der Big Gold Belt (ehemals Repräsentant der World Championship) zusammen vom Champion getragen, um die Undisputed Championship zu repräsentieren. Jericho hielt den Titel vier Monate lang, bis er ihn bei WrestleMania X8 gegen Triple H verlor, dem bald darauf ein neu designter Meisterschaftsgürtel überreicht wurde.

### Erster Brand-Split und zweite Titelvereinigung
Die Undisputed WWF Championship blieb bis zum Beginn des ersten Brand-Splits. Beim Brand-Split wurden Wrestler zu den Hauptfernsehprogrammen der WWE, Raw und SmackDown, gedraftet und jeder Show wurden jeweils Meisterschaften zugewiesen. Der Titelträger der Undisputed Championship war der einzige männliche Wrestler, der in beiden Shows auftreten durfte.
Die WWF wurde im Jahr 2002 aufgrund eines Rechtsstreites mit dem World Wildlife Fund in World Wrestling Entertainment umbenannt, wodurch auch der Titel in Undisputed WWE Championship umbenannt wurde. Zunächst war der Titel mit keiner der beiden Shows verbunden, da Wrestler beider Shows den Champion herausfordern konnten. Nach der Ernennung von Eric Bischoff und Stephanie McMahon zu General Managern von Raw bzw. SmackDown überzeugte McMahon den damaligen Titelträger Brock Lesnar, exklusiv für SmackDown anzutreten. Raw blieb daraufhin ohne einen Weltschwergewichts-Titel. Als Reaktion darauf brachte Bischoff am 2. September den Big Gold Belt (der Gürtel der früher die World Championship repräsentierte) zurück und erkannte Lesnars Undisputed Status ab. Bischoff erklärte, das Lesnar sich weigere seinen Titel gegen den Nr. 1-Herausforderer Triple H zu verteidigen und verlieh dann diesem die neu geschaffene World Heavyweight Championship. Unmittelbar danach verlor Lesnars Titel den Beinamen „Undisputed“ und wurde in WWE Championship umbenannt.
Im Verlauf des Brand-Splits wechselte die WWE Championship, meistens aufgrund des Drafts, mehrmals zwischen Raw und SmackDown. Im Juni 2006 etablierte die WWE ECW als dritte Show, bei der ehemalige ECW-Wrestler und neuere Talente gegeneinander antraten. Als Rob Van Dam von der ECW am 11. Juni 2006 die WWE Championship bei der Großveranstaltung One Night Stand gewann, wurde der Titel kurzzeitig zum Weltschwergewichts-Titel der Show ECW. Die ECW Championship wurde nach dem Titelgewinn von Van Dam von Paul Heyman reaktiviert. Van Dam hielt beide Titel, bis er im folgenden Monat die WWE-Meisterschaft gegen Raw's Edge verlor. Die Show ECW wurde 2010 eingestellt, wodurch die ECW Championship deaktiviert wurde.

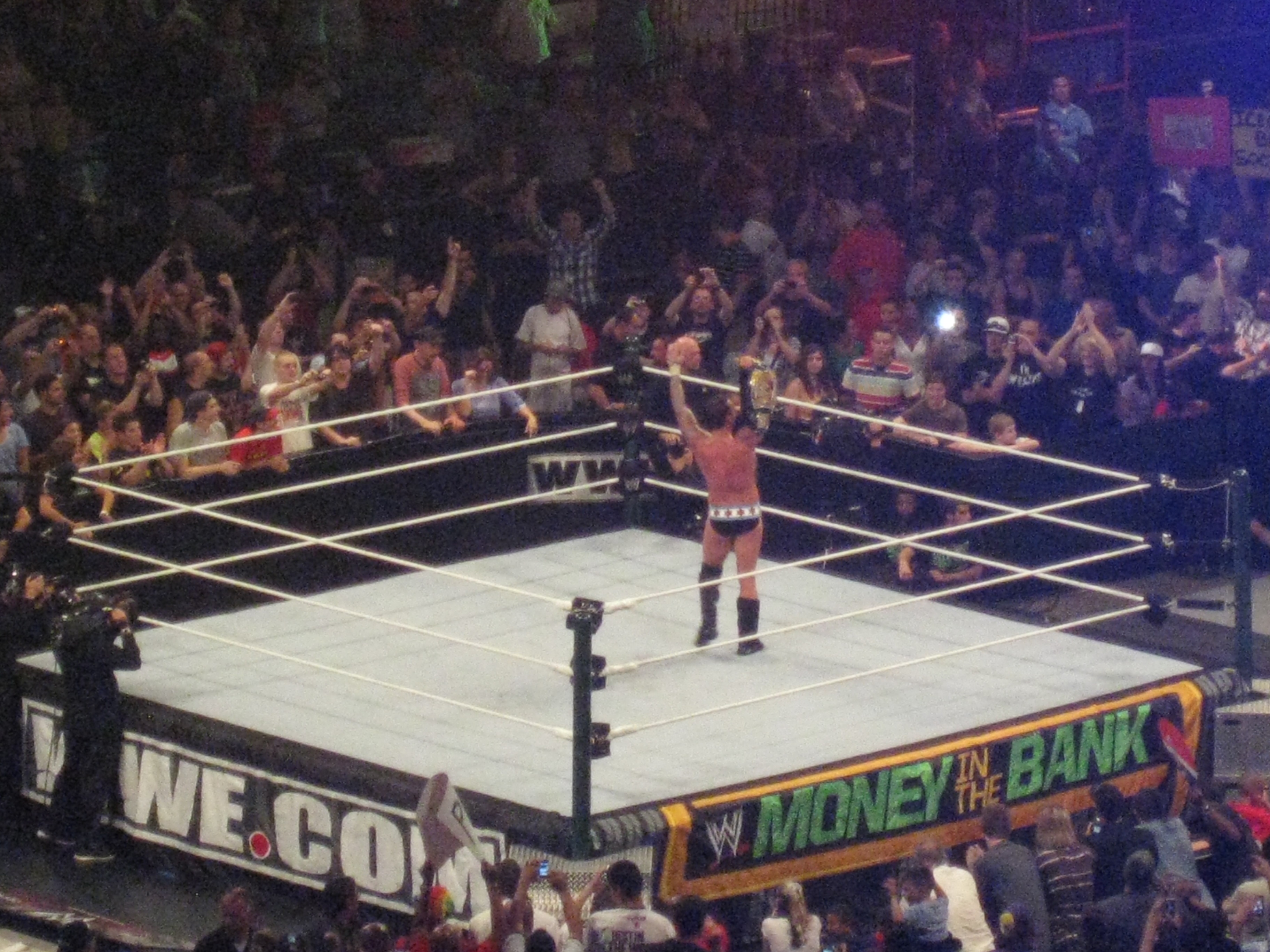
CM Punk nach seinem Sieg bei Money in the Bank 2011

Kurz vor dem Ende des ersten Brand-Splits kündigte CM Punk an, dass er die WWE mit der WWE Championship verlassen werde, da sein Vertrag am 17. Juli 2011, dem Datum des Pay-per-View-Events Money in the Bank, auslief. Bei der Veranstaltung gelang es Punk, den Titelverteidiger John Cena zu besiegen und den Titel zu gewinnen. Nach dem Titelgewinn verließ er wie angekündigt mitsamt dem Titelgürtel die WWE, da sein bisheriger Vertrag laut Storyline nach Money In The Bank ausgelaufen war. Tatsächlich hatte Punk wenige Tage zuvor einen neuen, deutlich lukrativeren Vertrag bei der WWE unterschrieben. Bei Raw gewann Rey Mysterio ein Acht-Mann-Turnier, indem er The Miz im Finale besiegte, um zum neuen WWE Champion gekrönt zu werden. Den Titel verlor er jedoch am selben Abend gegen Cena. Nach Cenas Sieg kehrte Punk mit dem originalen Meisterschaftsgürtel zu WWE zurück und bestritt Cenas Anspruch auf den Titel. Die beiden WWE-Champions rangen beim SummerSlam Event gegeneinander. Punk besiegte Cena, um seinen Anspruch auf den Titel zu festigen. Der erste Brand-Split endete im August 2011.

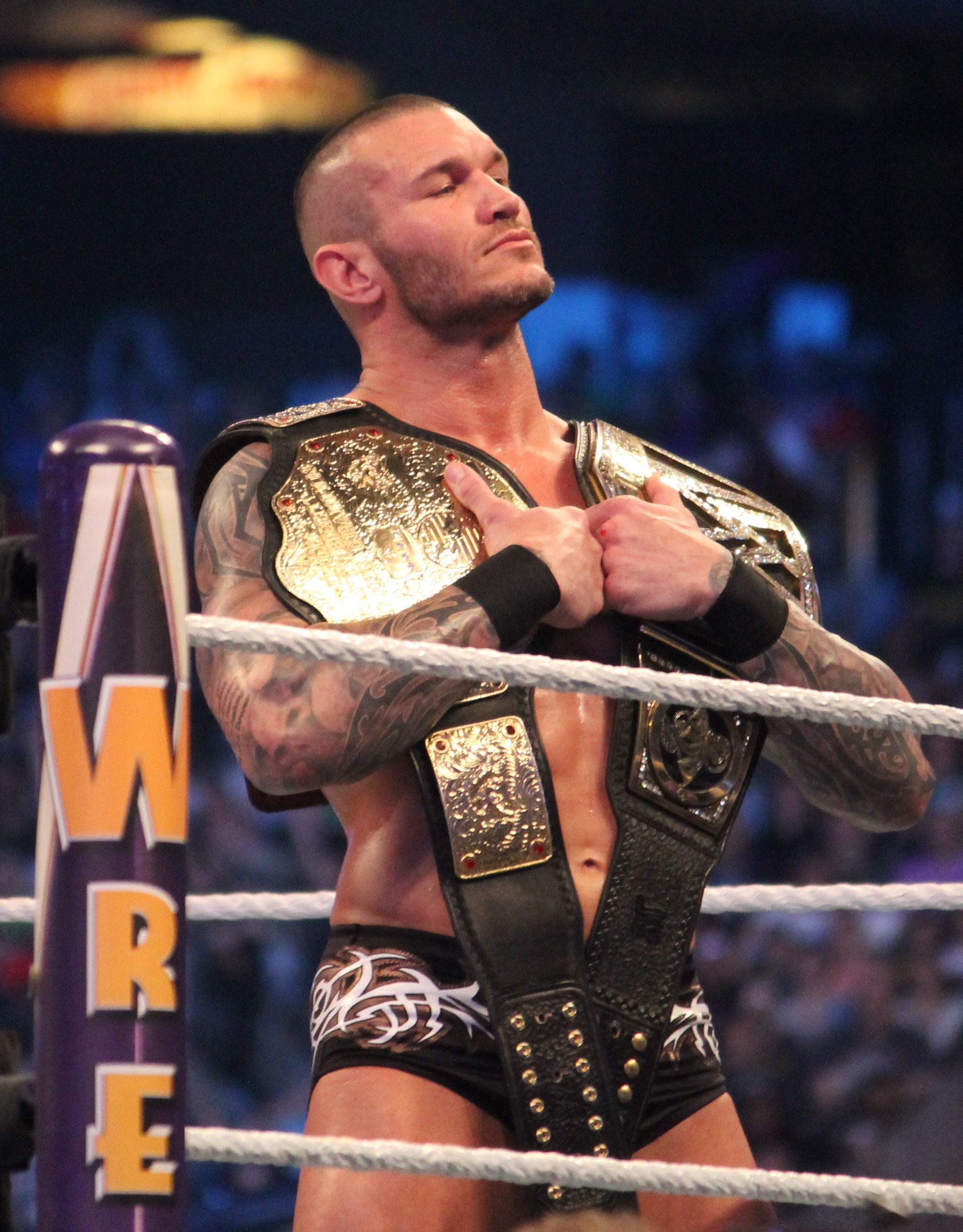
Randy Orton als WWE World Heavyweight Champion

Nach dem Ende des ersten Brand-Splits im August 2011 konnten der WWE Champion als auch der World Heavyweight Champion sowohl bei Raw als auch bei SmackDown auftreten. Im November 2013, in der Nacht nach der Survivor Series, forderte der World Heavyweight Champion John Cena den WWE Champion Randy Orton heraus einen Undisputed Champion zu ermitteln. Am 15. Dezember 2013 beim TLC Pay-per-View-Event besiegte Orton Cena in einem TLC-Match, um beide Titel zu vereinigen. Anschließend wurde der vereinte Titel in WWE World Heavyweight Championship umbenannt und behielt die Abstammung der WWE Championship bei. Die World Heavyweight Championship wurde eingestellt. Orton und nachfolgende Champions hielten beide Titelgürtel, bis im August 2014 ein einziger Gürtel an den amtierenden Champion Brock Lesnar verliehen wurde.

### Zweiter Brand-Split und dritte Titelvereinigung
Nachdem Dean Ambrose im Juni 2016 Champion geworden ist, wurde der Titel in WWE Championship umbenannt. Angesichts der Rückkehr des Brand-Splits im darauffolgenden Monat wurde Ambrose zu SmackDown gedraftet. Ambrose konnte sich am 24. Juli bei Battleground gegen die Raw Wrestler Seth Rollins und Roman Reigns durchsetzen, wodurch der Titel exklusiv zu SmackDown wechselte. Um dem Fehlen eines Welt-Schwergewichtstitels für die Show Raw entgegenzuwirken, wurde in der Raw-Folge vom 25. Juli die WWE Universal Championship eingeführt mit Finn Bálor als erstem Titelträger. Nach der Enthüllung des Universal-Championship-Gürtles wurde die WWE Championship in WWE World Championship umbenannt, aber im Dezember des gleichen Jahres während der ersten Regentschaft von AJ Styles wieder in WWE Championship umbenannt.

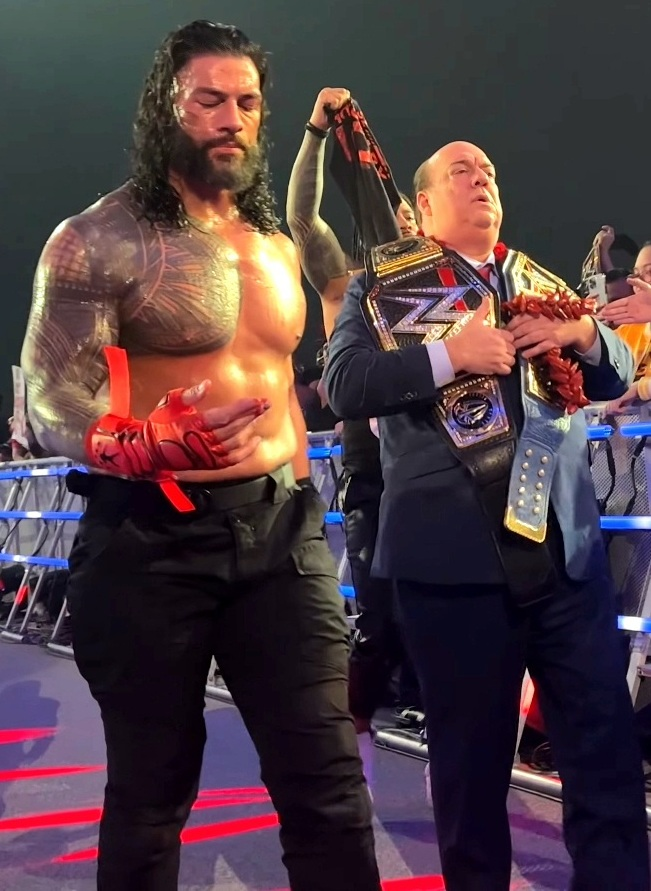
Roman Reigns als Undisputed WWE Champion mit Paul Heyman beim Royal Rumble, 2023

Der erste Titelwechsel außerhalb Nordamerikas fand in der SmackDown-Folge vom 7. November 2017 in Manchester, England statt, als AJ Styles, Jinder Mahal besiegte und seinen zweiten WWE-Champion-Titel gewann. Dies war auch das erste Mal seit fast 15 Jahren, dass in einer Folge von SmackDown ein Titelwechsel stattfand. Das letzte Mal war 2003, als Brock Lesnar Kurt Angle um den Titel besiegte. Bei Crown Jewel am 31. Oktober 2019 gewann der SmackDown-Wrestler Bray Wyatt die Universal Championship und der Titel wechselte zu SmackDown. Beim gleichen Event startete der amtierende WWE-Champion Brock Lesnar, nachdem er Cain Velasquez besiegt hatte, eine Fehde mit Rey Mysterio. In der darauffolgenden Nacht bei SmackDown verließ Lesnar SmackDown und wechselte zu Raw, um seine Fehde mit Mysterio fortzusetzen und nahm die WWE Championship mit sich.
Bei WrestleMania 38 am 3. April 2022 besiegte SmackDowns Universal Champion Roman Reigns den amtierenden WWE Champion Brock Lesnar in einem Winner Takes All-Match. Er holte sich beide Meisterschaften und wurde zum Undisputed WWE Universal Champion. WWE hatte das Match als Titelvereinigungsmatch angekündigt. Beide Titel sind jedoch weiterhin unabhängig voneinander aktiv, wobei Reigns beide Titel gemeinsam als Undisputed WWE Universal Championship verteidigt. In der Raw-Folge vom 24. April 2023 gab der Chief Content Officer Triple H bekannt, dass Reigns und seine Undisputed Championship exklusiv zu einer Show gedraftet werden. Anschließend enthüllte Triple H eine neue World Heavyweight Championship für die gegnerische Show vor mit einem ähnlichen Gürteldesign wie der Big Gold Belt, wodurch Raw und SmackDown de facto wieder exklusive Welt-Schwergewichtstitel haben. Während des 2023 Drafts wurde Reigns zu SmackDown gedraftet, wodurch die World Heavyweight Championship exklusiv für Raw wurde. In der Smackdown-Folge vom 2. Juni 2023 überreichte Chief Content Officer Triple H Roman Reigns einen neuen Gürtel, um den Undisputed WWE Universal Championship zu repräsentieren. Es ist derzeit nicht bekannt, ob der neue Gürtel die Abstammung der WWE Championship beibehalten wird oder ob er eine völlig neue Abstammung haben wird.

## Titeldesign

### 1963–1982
Bei seiner Einführung im Jahr 1963 wurde die ursprüngliche WWWF World Heavyweight Championship durch einen US Championship Gürtel repräsentiert, den Buddy Rogers in verschiedenen Territorien verteidigt hatte, bevor er der erste WWWF Champion wurde. Die Mittelplatte dieses Gürtels war ein Umriss der Vereinigten Staaten und es gab zwei schildförmige Seitenplatten und darauf waren Wrestler abgebildet. Die Platten befanden sich an einem roten Ledergürtel. Auf der Mittelplatte befand sich ein von Wrestler flankierter Kreis, der ein Foto des Titelträgers enthalten sollte. Über dem Kreis befand sich ein Schild mit einem Adler darauf und Sternen auf den gegenüberliegenden Seiten des Schildes. Unterhalb des Kreises wurde die Überschrift „World Champion“ hinzugefügt. Dieser Titelgürtel wurde 1963 vom ersten Champion Buddy Rogers und vom zweiten Champion Bruno Sammartino getragen.
Nachdem Sammartino Champion geworden war, wurde ein neuer Titelgürtel mit blauem Gürtel geschaffen und bis 1965 verwendet. Die vergrößerte Mittelplatte enthielt einen gekrönten Globus, zwei Wrestler und trug die Aufschrift „WWWF World Champion“. Die beiden Seitenplatten gedachten an Sammartinos Titelgewinn. Dieser Gürtel wurde im September 1965 gestohlen. Es wurde ein neuer Gürtel mit weitgehend ähnlichem Design und einigen geringfügigen Unterschieden im Design der Seitenplatten erstellt. Dies ist die bekannteste Version von Sammartinos Gürtel, die bis 1971 verwendet wurde und als „heiliger Gral der Wrestling-Artefakte“ bezeichnet wird. Nachdem er Sammartino im Januar 1971 besiegt hatte, hielt Ivan Koloff drei Wochen lang Sammartinos Gürtel, bevor er ihn an Pedro Morales verlor.
Während der Regentschaft von Morales wurde der Titelgürtel mehrmals aktualisiert. Dieses 1971 erstmals vorgestellte Design mit indigofarbenem Gürtel, enthielt drei schildförmige Platten. Unterhalb der Mittelplatte mit der Aufschrift „World Heavyweight Champion“ und einem Kreuz in der Mitte befand sich eine separate horizontale Platte mit der Aufschrift „WWWF“. Dieser Gürtel wurde 1972 durch ein anderes Design ersetzt. Diese Version, einem roten Gürtel, trug an den Rändern die Aufschrift „WWWF Heavyweight Wrestling Champion“ mit einem Adler in der Mitte, während sechs Seitenplatten mehrere Länder darstellten. 1973 wurde ein weiteres, ähnliches Design eingeführt. Die Platten war an einem schwarzen Gürtel befestigt und der Titel enthielt zwei Wrestler über einem anders gestalteten Adler. Diese Version wurde später von Stan Stasiak, Bruno Sammartino, Billy Graham und Bob Backlund gehalten. Während der Regentschaft von Backlund wurde der Name der Promotion zu World Wrestling Federation (WWF) abgekürzt, auf dem physischen Meisterschaftsgürtel stand jedoch immer noch „WWWF“.

### 1982–1988

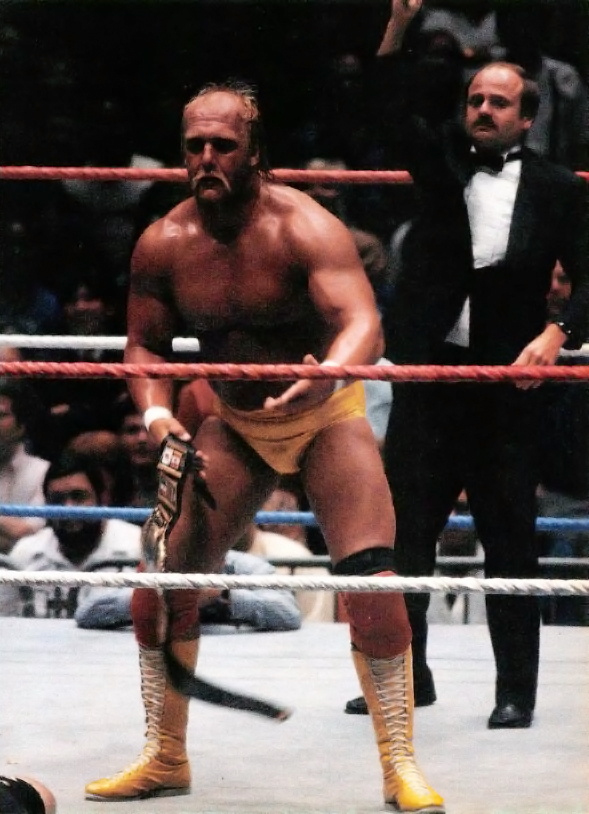
Hulk Hogan mit der „Hogan '86“ Version des Titelgürtels

Nachdem das vorherige Design zerstört worden war, wurde im Januar 1983 ein neues Design eingeführt, das aufgrund seiner Größe und der Farbe seines Gürtels den Namen „Big Green Belt“ erhielt. Dies war der erste Titelgürtel, die unter dem Namen WWF eingeführt wurde. Es enthielt acht (später zehn) Seitenplatten, die den vorherigen Champions gewidmet waren. Auf der Mittelplatte war ein Wrestler zu sehen, der einen Championshipgürtel hochhielt und einen Globus hinter sich hatte. Dieser von Bob Backlund, The Iron Sheik und Hulk Hogan gehaltener Gürtel wurde im Frühjahr 1984 zunächst durch das „Hogan '84“-Design und dann durch das nahezu identische „Hogan '85“-Design ersetzt, das erstmals bei WrestleMania 1 zu sehen war. Beide wurden „Hogan“-Gürtel genannt, da sie nur von Hulk Hogan getragen wurden. Der Gürtel aus dem Jahr 1984 bestand aus einer doppelt vergoldeten und silbernen Hauptplatte sowie zwei doppelt beschichteten Seitenplatten auf jeder Seite. Auf der Hauptplatte war eine rote Beschriftung eingraviert. Der Gürtel von 1985 hatte eine silber-schwarze Hauptplatte mit erhabener silberner Beschriftung und die gleichen Seitenplatten wie der Gürtel von 1984. Beide Titel hatten einen schwarzen Gürtel. Auf beiden Mittelplatten stand oben „WWF“, darunter ein Adler mit zwei Bannern mit der Aufschrift „World Heavyweight Wrestling Champion“. Auf der Unterseite stand „World Wrestling Federation“ und darüber ein Namensschild zum Gedenken an Hogans Titelgewinn, während auf den Seitenschildern frühere Champions vermerkt waren. Im Oktober 1985 wurde ein neuer Gürtel eingeführt, der wieder nur von Hogan getragen wurde. Dieser Gürtel wird fälschlicherweise als „Hogan '86“-Gürtel bezeichnet. Auf der Mittelplatte befand sich in der Mitte ein Globus sowie römische Säulen und Olivenzweige. Es trug die Aufschrift „World Heavyweight Wrestling Champion“ und enthielt oben das berühmte WWF-Blocklogo, während auf vier Seitenplatten Flaggen angebracht waren.

### 1988–2005
Am 5. Februar 1988, kurz vor dem Ende seiner ersten Titelregentschaft, stellte Hogan ein neues Design vor, den „Winged Eagle“-Titelgürtel, der für das nächste Jahrzehnt zum Design für viele Wrestler wurde und als das beliebteste Design der Meisterschaft gilt. Sein Name leitet sich von den Flügeln des Adlers ab, die von der Mittelplatte abstehen, auf der das WWF-Blocklogo und die Aufschrift „World Heavyweight Wrestling Champion“ zu sehen sind. Der schwarze Titelgürtel hatte außerdem vier identische Seitenplatten. Im März 1998, nachdem Steve Austin Champion geworden war, wurde ihm ein neues Design präsentiert, das oft als „Big Eagle“ oder „Attitude Era“-Titelgürtel bezeichnet wird. Die Mittelplatte ähnelte dem vorherigen Design, wurde jedoch vollständig abgerundet, und die Seitenplatten wurden aktualisiert, wobei die inneren Seitenplatten das McMahon-Familienwappen eines Löwen enthielten, der einen Schild mit dem WWF-Logo hielt. Als es enthüllt wurde, war ursprünglich das WWF-Blocklogo abgebildet und der Gürtel hatte eine dunkelblaue Farbe. Im November 1998 wurde der Titel aktualisiert mit dem WWF-Scratchlogo und einem schwarzen Gürtel. Zusätzlich zum Logo stand ab dann auch „World Wrestling Federation“ darauf.
Nachdem Chris Jericho die WWF Championship und World Championship zur Undisputed WWF Championship vereinigt hatte, wurde der „Big Eagle“-Titelgürtel zusammen mit dem „Big Gold Belt“, dem ehemaligen World Championship-Gürtel, verwendet, bis ein einziger Undisputed Championship-Gürtel für den Champion eingeführt wurde. In der Raw-Folge vom 1. April 2002 wurde dieser Titel Triple H überreicht. Der neue Gürtel mit dem Namen „Undisputed Championship Belt“ wurde vom Tätowierer Keith Ciaramello entworfen. Dieser Titel enthielt ein Namensschild und wie die beiden vorherigen Designs einen Adler auf der Weltkugel. Abgebildet waren auch Sterne, die aus der Erdkugel schossen. Ursprünglich trug der Titel das WWF-Scratchlogo und die Aufschrift „World Wrestling Federation Champion“. Nachdem die Promotion im Mai 2002 in World Wrestling Entertainment (WWE) umbenannt wurde, wurden sowohl das Scratch-Logo als auch der Wortlaut entsprechend geändert. Die inneren Seitenplatten dieses Designs enthielten auch das Wappen der McMahon-Familie in Form eines Löwen, der einen Schild mit dem Firmenlogo hielt.

### Seit 2005
Nachdem John Cena im April 2005 die WWE Championship gewonnen hatte, stellte er seinen eigenen maßgeschneiderten Gürtel vor, den „Spinner Belt“, der seinen damaligen Hip-Hop-Charakter widerspiegelte. Obwohl es sich ursprünglich um einen maßgeschneiderten Gürtel für Cena handelte, wurde er vom 12. April 2005 bis zum 18. Februar 2013 zum Hauptdesign der WWE Championship. Das WWE-Scratchlogo, platziert zwischen einem Adler oben und dem Wort „Champ“ sowie einem Namensschild unten, könnte wie ein Plattenspieler gedreht werden. Das WWE-Logo war mit Diamanten besetzt, während andere Teile der Meisterschaft mit verschiedenen anderen Juwelen verziert waren. Auf den inneren Seitenplatten stand „WWE Champion“, doch vor 2008 gab ein Seitenplatte die Show an, für die der Titel bestimmt war. Die Drehfunktion wurde in späteren Jahren eingestellt und das Logo an einem festen Ort angebracht.
In der Raw-Folge vom 18. Februar 2013 stellte The Rock einen neuen WWE-Championship-Gürtel vor, der oft als „Big Logo Belt“ bezeichnet wird. Der neue Titel wurde teilweise von den Orange County Choppers sowie dem bekannten Titelgürtelhersteller Dave Millican entworfen. Die Championship beinhaltete einen großen Ausschnitt des WWE-Scratchlogo in einer großen, unregelmäßigen siebeneckigen Platte. Das Wort „Champion“ erschien in einem großen goldenen Banner unter dem Logo. Goldene Trennstäbe trennten die Mittelplatte von den beiden großen Seitenplatten. Die Seitenplatten verfügten über einen abnehmbaren Mittelteil, der anstelle eines Namensschilds mit dem Logo des Champions individuell gestaltet werden konnte. Die standardmäßigen Seitenplatten bestanden aus einem roten Globus mit dem WWE-Logo auf dem Globus unter einer Krone. Nachdem Randy Orton die WWE Championship und die World Heavyweight Championship zur WWE World Heavyweight Championship vereinigt hatte, wurde der „Big Logo Belt“ zusammen mit dem „Big Gold Belt“ verwendet, um die WWE World Heavyweight Championship zu repräsentieren.
In der Raw-Folge vom 18. August 2014 wurde dem amtierenden Champion Brock Lesnar, der am Abend zuvor bei SummerSlam den Titel gewonnen hatte, ein einziger Titelgürtel überreicht. Der aktuelle Gürtel, der oft als „Network Logo“- oder „New Logo“-Gürtel bezeichnet wird, hat ein leicht aktualisiertes Design gegenüber dem Gürtel, den The Rock 2013 eingeführt hat. Die Änderung beinhaltet das aktualisierte Firmenlogo der WWE, das ursprünglich für das WWE Network verwendet wurde, sowie am unteren Rand in sehr kleiner Schrift die Worte „World Heavyweight Champion“. Die standardmäßigen Seitenplatten zeigen goldene und rote Weltkarten mit dem WWE-Logo darüber, jedoch ohne die Krone des vorherigen Designs.
In der Smackdown-Folge vom 2. Juni 2023 überreichte Chief Content Officer Triple H den Undisputed WWE Universal Champion Roman Reigns einen neuen Gürtel, um den Undisputed Titel zu repräsentieren. Der neue Gürtel weist viele der gleichen Merkmale wie die WWE Championship und die Universal Championship auf, jedoch mit einer goldfarbenen Mittelplatte und dem WWE-Logo bestehend aus schwarzen Diamanten. Am unteren Rand in sehr kleiner Schrift sind die Worte „Undisputed Champion“ eingraviert.

### Maßgeschneiderte Titelgürtel
Es wurden individuelle Meisterschaftsgürtel geschaffen, um bestimmte Titelträger zu ehren oder den Titel den Charakteren anzupassen. Während Hogans Regentschaft im Jahr 1986 ließ er eine modifizierte Version des Hogan '86 Gürtels anfertigen, der in der Mitte ein Bild von ihm selbst enthielt. Über diesen „Mystery-Gürtel“ ist nicht viel bekannt, da Hogan schnell wieder die Hogan '86 Version des Gürtels trug. Eine viel größere Version ähnlich dem Hogan '86 Gürtel wurde für André the Giant vor WrestleMania III erstellt, obwohl er den Titel nie als Champion trug.
Während seiner zweiten Regentschaft (1998) trug Steve Austin einen maßgeschneiderten Titelgürtel, der sein „Smoking Skull“-Logo sowie Klapperschlangen enthielt. Als Antwort darauf ließ The Rock auch einen maßgeschneiderten Titelgürtel entwerfen und anfertigen, der sein Markenzeichen den „Brahma Bull“ enthielt. Aus kreativen Gründen erschien dieser nie im Fernsehen. Der Spinner-Gürtel, ursprünglich ein maßgeschneiderter Gürtel für John Cena, blieb von 2005 bis 2013 der Standard-Titelgürtel. Während Edges zweiter Regentschaft im Jahr 2006 führte er seine eigene Variante ein, das „Rated R Spinner“-Design, und ersetzte das WWE-Scratch-Logo durch sein eigenes „Rated R Superstar“-Logo. Edge wollte einen komplett neuen, maßgeschneiderten Gürtel entwerfen lassen, der jedoch aus Zeitgründen nicht hergestellt werden konnte. Während Daniel Bryans vierter Regentschaft (2018–2019) warf er im Rahmen seines umweltbewussten Charakters den Titelgürtel in eine Mülltonne und führte einen neuen maßgeschneiderten Gürtel ein, der „Planet's Championship“ genannt wurde. Das Design blieb gleich, aber der Titel wurde aus „völlig nachhaltigen Materialien“ gefertigt.

## Regentschaften
Der erste Titelträger war Buddy Rogers, und es gab insgesamt 54 verschiedene offizielle Champions und 11 Titelvakanzen. Der am längsten amtierende Champion ist Bruno Sammartino, der den Titel vom 17. Mai 1963 bis zum 18. Januar 1971 insgesamt 2.803 Tage (7 Jahre, 8 Monate und 1 Tag) hielt. Sammartino hält mit 4.040 (10 Jahre 12 Monate und 21Tage) Tagen auch den Rekord für die längste kombinierte Regentschaft. André the Giant ist der kürzeste amtierende Titelträger und hielt den Titel offiziell 1 Minute und 48 Sekunden. Der jüngste Champion ist Brock Lesnar, der den Titel im Alter von 25 Jahren gewann, während der älteste Champion Mr. McMahon ist, der den Titel im Alter von 54 Jahren gewann. John Cena hält mit 14 den Rekord für die meisten Regentschaften. Cody Rhodes ist in seiner zweiten Amtszeit der aktuelle Champion. Er gewann den Titel, indem er den vorherigen Champion John Cena in einem Match bei SummerSlam besiegte.

### Liste der Titelträger
| #   | Titelträger            | Nr. | Tage               | Datum              | Ort                                | Veranstaltung                 | Anmerkung |
| --- | ---------------------- | --- | ------------------ | ------------------ | ---------------------------------- | ----------------------------- | --- |
| 1   | Buddy Rogers           | 1   | 22                 | 25. April 1963     | —                                  | —                             | Am 24. Januar 1963 verlor Rogers die NWA World Heavyweight Championship in einem One-Fall-Match an Lou Thesz. Die Promoter im Nordosten der USA weigerten sich die One-Fall Niederlage von Rogers anzuerkennen und trennten sich von der National Wrestling Alliance (NWA), um die World Wide Wrestling Federation (WWF) zu gründen. Die WWWF erkannte Rogers weiterhin als NWA Champion an, bis er am 25. April zum ersten WWWF World Heavyweight Champion ernannt wurde. |
| 2   | Bruno Sammartino       | 1   | 2803               | 17. Mai 1963       | New York City, New York            | Houseshow                     | Bruno Sammartino wurde am 15. Juli 1967 von Ray Stevens besiegt, die WWWF erkannte den Titelwechsel jedoch nicht an. Längste Regentschaft der Titelhistorie. |
| 3   | Ivan Koloff            | 1   | 21                 | 18. Januar 1971    | New York City, New York            | Houseshow                     | |
| 4   | Pedro Morales          | 1   | 1027               | 8. Februar 1971    | New York City, New York            | Houseshow                     | Der Titel wurde in WWWF Heavyweight Championship umbenannt, nachdem die WWWF 1971 wieder der NWA beitrat. |
| 5   | Stan Stasiak           | 1   | 9                  | 1. Dezember 1973   | Philadelphia, Pennsylvania         | Houseshow                     | |
| 6   | Bruno Sammartino       | 2   | 1237               | 10. Dezember 1973  | New York City, New York            | Houseshow                     | |
| 7   | Superstar Billy Graham | 1   | 296                | 30. April 1977     | Baltimore, Maryland                | Houseshow                     | |
| 8   | Bob Backlund           | 1   | 2135 [648und 1470] | 20. Februar 1978   | New York City, New York            | Houseshow                     | Im März 1979 wurde der Titel in WWF Heavyweight Championship umbenannt, nachdem sich die WWWF, aus Marketinggründen, in World Wrestling Federation (WWF) umbenannte. Backlund wurde am 30. November 1979 von Antonio Inoki besiegt, gewann aber das Rückmatch am 6. Dezember desselben Jahres. Der Titelwechsel wird von der WWE nicht anerkannt. Drittlägste Regentschaft der Titelhistorie.                                                                              |
| 9   | The Iron Sheik         | 1   | 28                 | 26. Dezember 1983  | New York City, New York            | WWF on MSG Network            | Dies war ein I-Quit-Match, in dem Bob Backlunds Manager Arnold Skaaland das Handtuch für seinen Klienten warf. Der Titel wurde in WWF World Heavyweight Championship umbenannt, nachdem sich die WWF aus der NWA zurückzog. |
| 10  | Hulk Hogan             | 1   | 1474               | 23. Januar 1984    | New York City, New York            | WWF on MSG Network            | Am 5. Februar 1988 wurde der Winged-Eagle-Gürtel eingeführt. Zweitlägste Regentschaft der Titelhistorie. |
| 11  | André the Giant        | 1   | <1                 | 5. Februar 1988    | Indianapolis, Indiana              | The Main Event I              | |
| —   | Titel vakant           | —   | 51                 | 5. Februar 1988    | Indianapolis, Indiana              | The Main Event I              | André the Giant gab den Titel kampflos an seinen Manager Ted DiBiase weiter, woraufhin er wenige Tage später von WWF-Präsident Jack Tunney für vakant erklärt wurde. Dibiase trat in der Zwischenzeit jedoch einmal als Champion an, seine Regentschaft wurde aber im Nachhinein von der WWE nicht anerkannt. |
| 12  | Randy Savage           | 1   | 371                | 27. März 1988      | Atlantic City, New Jersey          | WrestleMania IV               | Besiegte Ted DiBiase in dem Finale eines Turniers um den vakanten Titel. |
| 13  | Hulk Hogan             | 2   | 364                | 2. April 1989      | Atlantic City, New Jersey          | WrestleMania V                | |
| 14  | The Ultimate Warrior   | 1   | 293                | 1. April 1990      | Toronto, Kanada                    | WrestleMania VI               | Dies war ein Winner-takes-it-all-Match, in dem auch die WWF Intercontinental Championship von The Ultimate Warrior auf dem Spiel stand. |
| 15  | Sgt. Slaughter         | 1   | 64                 | 19. Januar 1991    | Miami, Florida                     | Royal Rumble                  | |
| 16  | Hulk Hogan             | 3   | 248                | 24. März 1991      | Los Angeles, Kalifornien           | WrestleMania VII              | |
| 17  | The Undertaker         | 1   | 6                  | 27. November 1991  | Detroit, Michigan                  | Survivor Series               | |
| 18  | Hulk Hogan             | 4   | 1                  | 3. Dezember 1991   | San Antonio, Texas                 | This Tuesday in Texas         | |
| —   | Titel vakant           | —   | 46                 | 4. Dezember 1991   | —                                  | Superstars of Wrestling       | Die WWF erklärte den Titel aufgrund der Kontroversen um die vorangegangenen beiden Titelwechsel für vakant. Ausgestrahlt am 28. Dezember 1991. |
| 19  | Ric Flair              | 1   | 77                 | 19. Januar 1992    | Albany, New York                   | Royal Rumble                  | Gewann das Royal-Rumble-Match um den vakanten Titel. |
| 20  | Randy Savage           | 2   | 149                | 5. April 1992      | Indianapolis, Indiana              | WrestleMania VIII             | |
| 21  | Ric Flair              | 2   | 41                 | 1. September 1992  | Hershey, Pennsylvania              | Superstars                    | Ausgestrahlt am 19. September 1992. |
| 22  | Bret Hart              | 1   | 174                | 12. Oktober 1992   | Saskatoon, Kanada                  | Houseshow                     | |
| 23  | Yokozuna               | 1   | <1                 | 4. April 1993      | Las Vegas, Nevada                  | WrestleMania IX               | |
| 24  | Hulk Hogan             | 5   | 70                 | 4. April 1993      | Las Vegas, Nevada                  | WrestleMania IX               | |
| 25  | Yokozuna               | 2   | 280                | 13. Juni 1993      | Dayton, Ohio                       | King of the Ring              | |
| 26  | Bret Hart              | 2   | 248                | 20. März 1994      | New York City, New York            | WrestleMania X                | |
| 27  | Bob Backlund           | 2   | 3                  | 23. November 1994  | San Antonio, Texas                 | Survivor Series               | Dies war ein I-Quit-Match, in dem Bret Harts Mutter das Handtuch für ihren Sohn warf. |
| 28  | Diesel                 | 1   | 358                | 26. November 1994  | New York City, New York            | Houseshow                     | Das Match dauerte nur acht Sekunden. |
| 29  | Bret Hart              | 3   | 133                | 19. November 1995  | Landover, Maryland                 | Survivor Series               | Dies war ein No-Disqualification-No-Countout-Match. |
| 30  | Shawn Michaels         | 1   | 231                | 31. März 1996      | Anaheim, Kalifornien               | WrestleMania XII              | Dies war ein 60-Minuten-Iron-Man-Match, das nach Ablauf der Zeit beim Stand von 0:0 neu gestartet wurde. |
| 31  | Sycho Sid              | 1   | 63                 | 17. November 1996  | New York City, New York            | Survivor Series               | |
| 32  | Shawn Michaels         | 2   | 25                 | 19. Januar 1997    | San Antonio, Texas                 | Royal Rumble                  | |
| —   | Titel vakant           | —   | 3                  | 13. Februar 1997   | Lowell, Massachusetts              | Raw                           | Shawn Michaels legte den Titel aufgrund einer Knieverletzung nieder. |
| 33  | Bret Hart              | 40  | 1                  | 16. Februar 1997   | Chattanooga, Tennessee             | In Your House 13: Final Four  | Besiegte Steve Austin, The Undertaker und Vader in einem Fatal-Four-Way-Match um den vakanten Titel. |
| 34  | Sycho Sid              | 2   | 34                 | 17. Februar 1997   | Nashville, Tennessee               | Raw                           | Dies war ein No-Disqualification-No-Countout-Match. |
| 35  | The Undertaker         | 2   | 133                | 23. März 1997      | Rosemont, Illinois                 | WrestleMania 13               | Dies war ein No-Disqualification-Match. |
| 36  | Bret Hart              | 5   | 98                 | 3. August 1997     | East Rutherford, New Jersey        | SummerSlam                    | Dies war ein Match, in dem Shawn Michaels als Special Referee fungierte. |
| 37  | Shawn Michaels         | 3   | 140                | 9. November 1997   | Montreal, Kanada                   | Survivor Series               | Gewann den Titel durch den Montreal Screwjob. |
| 38  | Steve Austin           | 1   | 91                 | 29. März 1998      | Boston, Massachusetts              | WrestleMania XIV              | Am 30. März 1998 wurde der Titel in WWF Championship umbenannt, nachdem Mr. McMahon Austin den neuen Big-Eagle-Gürtel überreichte. |
| 39  | Kane                   | 1   | 1                  | 28. Juni 1998      | Pittsburgh, Pennsylvania           | King of the Ring              | Dies war ein First-Blood-Match. |
| 40  | Steve Austin           | 2   | 90                 | 29. Juni 1998      | Cleveland, Ohio                    | Raw is War                    | |
| —   | Titel vakant           | —   | 49                 | 27. September 1998 | Hamilton, Kanada                   | Breakdown: In Your House      | Der Titel wurde für vakant erklärt, nachdem Kane und The Undertaker Titelträger Steve Austin in einem Triple-Threat-Match gleichzeitig gepinnt hatten. |
| 41  | The Rock               | 1   | 44                 | 15. November 1998  | St. Louis, Missouri                | Survivor Series               | Besiegte Mankind in dem Finale eines Turniers um den vakanten Titel. Das Match wurde beendet, obwohl Mankind in einem Aufgabegriff seines Kontrahenten nicht aufgegeben hatte. |
| 42  | Mankind                | 1   | 26                 | 29. Dezember 1998  | Worcester, Massachusetts           | Raw is War                    | Dies war ein No-Disqualification-Match. Ausgestrahlt am 4. Januar 1999. |
| 43  | The Rock               | 2   | 2                  | 24. Januar 1999    | Anaheim, Kalifornien               | Royal Rumble                  | Dies war ein I-Quit-Match, in dem eine Tonbandaufnahme abgespielt wurde, auf der Mankind „I quit“ gesagt hatte, wodurch dieser das Match verlor. |
| 44  | Mankind                | 2   | 20                 | 26. Januar 1999    | Tucson, Arizona                    | Halftime Heat                 | Dies war ein Empty-Arena-Match. Ausgestrahlt am 31. Januar 1999 in der Halbzeitpause des Super Bowls. |
| 45  | The Rock               | 3   | 41                 | 15. Februar 1999   | Birmingham, Alabama                | Raw is War                    | Dies war ein Ladder-Match. |
| 46  | Steve Austin           | 3   | 56                 | 28. März 1999      | Philadelphia, Pennsylvania         | WrestleMania XV               | Dies war ein No-Disqualification-Match, in dem Mankind als Special Referee fungierte. |
| 47  | The Undertaker         | 3   | 36                 | 23. Mai 1999       | Kansas City, Missouri              | Over the Edge                 | Dies war ein Match, in dem Shane McMahon als Special Referee fungierte. Bei dieser Veranstaltung verunglückte Owen Hart. |
| 48  | Steve Austin           | 4   | 55                 | 28. Juni 1999      | Charlotte, North Carolina          | Raw is War                    | |
| 49  | Mankind                | 3   | 1                  | 22. August 1999    | Minneapolis, Minnesota             | SummerSlam                    | Dies war ein Triple-Threat-Match, in dem auch Triple H beteiligt war und in dem Jesse Ventura als Special Referee fungierte. |
| 50  | Triple H               | 1   | 22                 | 23. August 1999    | Ames, Iowa                         | Raw is War                    | Dies war ein Match, in dem Shane McMahon als Special Referee fungierte. |
| 51  | Mr. McMahon            | 1   | 6                  | 14. September 1999 | Las Vegas, Nevada                  | SmackDown                     | Dies war ein Match, in dem Shane McMahon als Special Referee fungierte. |
| —   | Titel vakant           | —   | 6                  | 20. September 1999 | Houston, Texas                     | Raw is War                    | Mr. McMahon legte den Titel nieder. |
| 52  | Triple H               | 2   | 49                 | 26. September 1999 | Charlotte, North Carolina          | Unforgiven                    | Besiegte Kane, Mankind, The Big Show, Davey Boy Smith und The Rock in einer Six-Pack-Challenge um den vakanten Titel, in der Steve Austin als Special Referee fungierte. |
| 53  | The Big Show           | 1   | 50                 | 14. November 1999  | Detroit, Michigan                  | Survivor Series               | Dies war ein Triple-Threat-Match, in dem auch The Rock beteiligt war. |
| 54  | Triple H               | 3   | 118                | 3. Januar 2000     | Miami, Florida                     | Raw is War                    | |
| 55  | The Rock               | 4   | 21                 | 30. April 2000     | Washington, D.C.                   | Backlash                      | Dies war ein Match, in dem Shane McMahon als Special Referee fungierte. |
| 56  | Triple H               | 4   | 35                 | 21. Mai 2000       | Louisville, Kentucky               | Judgment Day                  | Dies war ein 60-Minuten-Iron-Man-Match, in dem Shawn Michaels als Special Referee fungierte. Triple H entschied es mit 6:5 für sich. |
| 57  | The Rock               | 5   | 119                | 25. Juni 2000      | Boston, Massachusetts              | King of the Ring              | Dies war ein Six-Man-Tag-Team-Match (Kane, The Rock und The Undertaker gegen Shane McMahon, Triple H und Vince McMahon), in dem der Titel auf dem Spiel stand. The Rock pinnte Vince McMahon zum Titelgewinn. |
| 58  | Kurt Angle             | 1   | 126                | 22. Oktober 2000   | Albany, New York                   | No Mercy                      | Dies war ein No-Disqualification-Match. |
| 59  | The Rock               | 6   | 35                 | 25. Februar 2001   | Las Vegas, Nevada                  | No Way Out                    | |
| 60  | Steve Austin           | 5   | 175                | 1. April 2001      | Houston, Texas                     | WrestleMania X-Seven          | Dies war ein No-Disqualification-Match. |
| 61  | Kurt Angle             | 2   | 15                 | 23. September 2001 | Pittsburgh, Pennsylvania           | Unforgiven                    | |
| 62  | Steve Austin           | 6   | 62                 | 8. Oktober 2001    | Indianapolis, Indiana              | Raw                           | |
| 63  | Chris Jericho          | 1   | 98                 | 9. Dezember 2001   | San Diego, Kalifornien             | Vengeance                     | Am selben Abend besiegte Jericho den World Champion The Rock, um den Titel zu gewinnen. Durch den Titelsieg über den WWF Champion Steve Austin vereinigte Jericho beide Titel zur Undisputed WWF Championship. |
| 64  | Triple H               | 5   | 35                 | 17. März 2002      | Toronto, Kanada                    | WrestleMania X8               | Am 1. April 2002 überreichte Ric Flair Triple H den neuen Undisputed-Gürtel. Dieser ersetzte den Big-Eagle-Gürtel und den Big-Gold-Belt. |
| 65  | Hulk Hogan             | 6   | 28                 | 21. April 2002     | Kansas City, Missouri              | Backlash                      | Am 6. Mai 2002 wurde der Titel in Undisputed WWE Championship umbenannt, nachdem sich die WWF, aufgrund einer Klage des World Wide Fund For Nature, in World Wrestling Entertainment (WWE) umbenannte. |
| 66  | The Undertaker         | 4   | 63                 | 19. Mai 2002       | Nashville, Tennessee               | Judgment Day                  | |
| 67  | The Rock               | 7   | 35                 | 21. Juli 2002      | Detroit, Michigan                  | Vengeance                     | Dies war ein Triple-Threat-Match, in dem auch Kurt Angle beteiligt war. |
| 68  | Brock Lesnar           | 1   | 84                 | 25. August 2002    | Uniondale, New York                | SummerSlam                    | Am 26. August 2002 wechselte der Titel exklusiv zu SmackDown, nachdem Lesnar einen Exklusivvertrag unterschrieben hatte. Am 2. September 2002 wurde der Titel in WWE Championship umbenannt, nachdem Lesnar der Undisputed Status, aufgrund der Einführung der World Heavyweight Championship für Raw, aberkannt wurde. |
| 69  | The Big Show           | 2   | 28                 | 17. November 2002  | New York City, New York            | Survivor Series               | |
| 70  | Kurt Angle             | 3   | 105                | 15. Dezember 2002  | Fort Lauderdale, Florida           | Armageddon                    | |
| 71  | Brock Lesnar           | 2   | 119                | 30. März 2003      | Seattle, Washington                | WrestleMania XIX              | |
| 72  | Kurt Angle             | 4   | 51                 | 27. Juli 2003      | Denver, Colorado                   | Vengeance                     | Dies war ein Triple-Threat-Match, in dem auch The Big Show beteiligt war. |
| 73  | Brock Lesnar           | 3   | 152                | 16. September 2003 | Raleigh, North Carolina            | SmackDown                     | Dies war ein 60-Minuten-Iron-Man-Match, das Brock Lesnar mit 5:4 für sich entschied. |
| 74  | Eddie Guerrero         | 1   | 133                | 15. Februar 2004   | San Francisco, Kalifornien         | No Way Out                    | |
| 75  | John Bradshaw Layfield | 01  | 280                | 27. Juni 2004      | Norfolk, Virginia                  | The Great American Bash       | Dies war ein Texas-Bull-Rope-Match. |
| 76  | John Cena              | 1   | 280                | 3. April 2005      | Los Angeles, Kalifornien           | WrestleMania 21               | Am 11. April 2005 stellte Cena den Spinner-Belt vor. Am 30. Juni 2005 wechselte der Titel zu Raw, nachdem Cena von SmackDown zu Raw gedraftet wurde. |
| 77  | Edge                   | 1   | 21                 | 8. Januar 2006     | Albany, New York                   | New Year’s Revolution         | Edge löste seinen Money-in-the-Bank-Vertrag ein. |
| 78  | John Cena              | 2   | 133                | 29. Januar 2006    | Miami, Florida                     | Royal Rumble                  | |
| 79  | Rob Van Dam            | 1   | 22                 | 11. Juni 2006      | New York City, New York            | ECW One Night Stand           | Der Titel wechselte zu ECW, nachdem Van Dam, ein Mitglied des ECW Rosters, John Cena besiegte. |
| 80  | Edge                   | 2   | 76                 | 3. Juli 2006       | Philadelphia, Pennsylvania         | Raw                           | Der Titel wechselte zu Raw, nachdem Edge, ein Mitglied des Raw Rosters, Rob Van Dam und John Cena in einem Triple-Threat-Match besiegte. |
| 81  | John Cena              | 3   | 380                | 17. September 2006 | Toronto, Kanada                    | Unforgiven                    | Dies war ein Tables,-Ladders-&-Chairs-Match. |
| —   | Titel vakant           | —   | 5                  | 2. Oktober 2007    | Dayton, Ohio                       | ECW                           | Der Titel wurde für vakant erklärt, da John Cena ihn aufgrund eines Brustmuskelrisses nicht mehr verteidigen konnte. |
| 82  | Randy Orton            | 1   | <1                 | 7. Oktober 2007    | Chicago, Illinois                  | No Mercy                      | Randy Orton wurde der Titel von Vince McMahon überreicht. |
| 83  | Triple H               | 6   | <1                 | 7. Oktober 2007    | Chicago, Illinois                  | No Mercy                      | |
| 84  | Randy Orton            | 2   | 203                | 7. Oktober 2007    | Chicago, Illinois                  | No Mercy                      | Dies war ein Last-Man-Standing-Match. |
| 85  | Triple H               | 7   | 210                | 27. April 2008     | Baltimore, Maryland                | Backlash                      | Dies war ein Fatal-Four-Way-Elimination-Match, in dem auch John Bradshaw Layfield und John Cena beteiligt waren. Am 23. Juni 2008 wechselte der Titel zu SmackDown, nachdem Triple H von Raw zu SmackDown gedraftet wurde. |
| 86  | Edge                   | 3   | 21                 | 23. November 2008  | Boston, Massachusetts              | Survivor Series               | Dies war ein Triple-Threat-Match, in dem auch Vladimir Kozlov beteiligt war. |
| 87  | Jeff Hardy             | 1   | 42                 | 14. Dezember 2008  | Buffalo, New York                  | Armageddon                    | Dies war ein Triple-Threat-Match, in dem auch Triple H beteiligt war. |
| 88  | Edge                   | 4   | 21                 | 25. Januar 2009    | Detroit, Michigan                  | Royal Rumble                  | Dies war ein No-Disqualification-Match. |
| 89  | Triple H               | 8   | 70                 | 15. Februar 2009   | Seattle, Washington                | No Way Out                    | Dies war ein Elimination-Chamber-Match, in dem auch Jeff Hardy, The Big Show, The Undertaker und Vladimir Kozlov beteiligt waren. Am 13. April 2009 wechselte der Titel zu Raw, nachdem Triple H von SmackDown zu Raw gedraftet wurde. |
| 90  | Randy Orton            | 3   | 42                 | 26. April 2009     | Providence, Rhode Island           | Backlash                      | Dies war ein Six-Man-Tag-Team-Match (Cody Rhodes, Randy Orton und Ted DiBiase gegen Batista, Shane McMahon & Triple H), in dem der Titel auf dem Spiel stand. Randy Orton erzielte den Pinfall zum Titelgewinn. |
| 91  | Batista                | 1   | 2                  | 7. Juni 2009       | New Orleans, Louisiana             | Extreme Rules                 | Dies war ein Steel-Cage-Match. |
| —   | Titel vakant           | —   | 6                  | 9. Juni 2009       | —                                  | —                             | Der Titel wurde für vakant erklärt, da Batista ihn aufgrund einer Verletzung im linken Bizeps nicht mehr verteidigen konnte. |
| 92  | Randy Orton            | 4   | 90                 | 15. Juni 2009      | Charlotte, North Carolina          | Raw                           | Besiegte John Cena, The Big Show und Triple H in einem Fatal-Four-Way-Match um den vakanten Titel. |
| 93  | John Cena              | 4   | 21                 | 13. September 2009 | Montreal, Kanada                   | Breaking Point                | Dies war ein I-Quit-Match. |
| 94  | Randy Orton            | 5   | 21                 | 4. Oktober 2009    | Newark, New Jersey                 | Hell in a Cell                | Dies war ein Hell-in-a-Cell-Match. |
| 95  | John Cena              | 5   | 49                 | 25. Oktober 2009   | Pittsburgh, Pennsylvania           | Bragging Rights               | Dies war ein Falls-Count-Anywhere-60-Minuten-Iron-Man-Match, das John Cena mit 6:5 für sich entschied. |
| 96  | Sheamus                | 1   | 70                 | 13. Dezember 2009  | San Antonio, Texas                 | TLC: Tables, Ladders & Chairs | Dies war ein Tables-Match. |
| 97  | John Cena              | 6   | <1                 | 21. Februar 2010   | St. Louis, Missouri                | Elimination Chamber           | Dies war ein Elimination-Chamber-Match, in dem auch Kofi Kingston, Randy Orton, Ted DiBiase und Triple H beteiligt waren. |
| 98  | Batista                | 2   | 35                 | 21. Februar 2010   | St. Louis, Missouri                | Elimination Chamber           | |
| 99  | John Cena              | 7   | 84                 | 28. März 2010      | Glendale, Arizona                  | WrestleMania XXVI             | |
| 100 | Sheamus                | 2   | 91                 | 20. Juni 2010      | New York City, New York            | Fatal 4-Way                   | Dies war ein Fatal-Four-Way-Match, in dem auch Edge und Randy Orton beteiligt waren. |
| 101 | Randy Orton            | 6   | 64                 | 19. September 2010 | Chicago, Illinois                  | Night of Champions            | Dies war eine Six-Pack-Elimination-Challenge, in der auch Chris Jericho, Edge, John Cena und Wade Barrett beteiligt waren. |
| 102 | The Miz                | 1   | 160                | 22. November 2010  | Orlando, Florida                   | Raw                           | The Miz löste seinen Money-in-the-Bank-Vertrag ein. |
| 103 | John Cena              | 8   | 77                 | 1. Mai 2011        | Tampa, Florida                     | Extreme Rules                 | Dies war ein Triple-Threat-Steel-Cage-Match, in dem auch John Morrison beteiligt war. |
| 104 | CM Punk                | 1   | 28                 | 17. Juli 2011      | Rosemont, Illinois                 | Money in the Bank             | CM Punk verließ die WWE im Rahmen der Storyline nach diesem Match. Dennoch wurde der Titel nicht für vakant erklärt, sodass die Regentschaft von CM Punk fortbestand. |
| 105 | Rey Mysterio           | 1   | <1                 | 25. Juli 2011      | Hampton, Virginia                  | Raw                           | Besiegte The Miz in dem Finale eines Turniers und wurde damit neuer Titelträger. Dennoch war auch CM Punk weiterhin Champion. |
| 106 | John Cena              | 9   | 20                 | 25. Juli 2011      | Hampton, Virginia                  | Raw                           | Dies war ein Match um den alternativen Titel. Im Anschluss daran kehrte CM Punk zurück und präsentierte seinen Titel. Am 14. August 2011 vereinigte CM Punk die beiden Titel beim SummerSlam. |
| 107 | Alberto Del Rio        | 1   | 35                 | 14. August 2011    | Los Angeles, Kalifornien           | SummerSlam                    | Alberto Del Rio löste seinen Money-in-the-Bank-Vertrag ein. Am 29. August 2011 Endete der erste Brand-Split. Der Champion konnte sowohl bei Raw als auch bei SmackDown auftreten. |
| 108 | John Cena              | 10  | 14                 | 18. September 2011 | Buffalo, New York                  | Night of Champions            | |
| 109 | Alberto Del Rio        | 2   | 49                 | 2. Oktober 2011    | New Orleans, Louisiana             | Hell in a Cell                | Dies war ein Triple-Threat-Hell-in-a-Cell-Match, in dem auch CM Punk beteiligt war. |
| 110 | CM Punk                | 2   | 434                | 20. November 2011  | New York City, New York            | Survivor Series               | Am 23. Juli 2012 löste John Cena erfolglos seinen Money-In-The-Bank-Vertrag ein. |
| 111 | The Rock               | 8   | 70                 | 27. Januar 2013    | Phoenix, Arizona                   | Royal Rumble                  | Am 18. Februar 2013 stellte The Rock den neuen Big-Logo-Belt vor. |
| 112 | John Cena              | 11  | 133                | 7. April 2013      | East Rutherford, New Jersey        | WrestleMania 29               | |
| 113 | Daniel Bryan           | 1   | <1                 | 18. August 2013    | Los Angeles, Kalifornien           | SummerSlam                    | Dies war ein Match, in dem Triple H als Special Referee fungierte. |
| 114 | Randy Orton            | 7   | 28                 | 18. August 2013    | Los Angeles, Kalifornien           | SummerSlam                    | Randy Orton löste seinen Money-in-the-Bank-Vertrag ein. Triple H fungierte als Special Referee. |
| 115 | Daniel Bryan           | 2   | 1                  | 15. September 2013 | Detroit, Michigan                  | Night of Champions            | |
| —   | Titel vakant           | —   | 41                 | 16. September 2013 | Cleveland, Ohio                    | Raw                           | Triple H erklärte in seiner Funktion als Chief Operating Officer den Titel aufgrund einer zu schnellen Zählweise durch Referee Scott Armstrong bei dem zu dem vorangegangenen Titelwechsel führenden Pinfall für vakant. |
| 116 | Randy Orton            | 8   | 161                | 27. Oktober 2013   | Miami, Florida                     | Hell in a Cell                | Besiegte Daniel Bryan in einem Hell-in-a-Cell-Match um den vakanten Titel, in dem Shawn Michaels als Special Referee fungierte. Am 15. Dezember 2013 vereinigte Orton die WWE Championship und die World Heavyweight Championship zur WWE World Heavyweight Championship. |
| 117 | Daniel Bryan           | 3   | 64                 | 6. April 2014      | New Orleans, Louisiana             | WrestleMania XXX              | Dies war ein Triple-Threat-Match, in dem auch Batista beteiligt war. |
| —   | Titel vakant           | —   | 20                 | 9. Juni 2014       | Minneapolis, Minnesota             | Raw                           | Der Titel wurde für vakant erklärt, da Daniel Bryan ihn aufgrund einer Nackenverletzung nicht mehr verteidigen konnte. |
| 118 | John Cena              | 12  | 49                 | 29. Juni 2014      | Boston, Massachusetts              | Money in the Bank             | Besiegte Alberto Del Rio, Bray Wyatt, Cesaro, Kane, Randy Orton, Roman Reigns und Sheamus in einem Eight-Man-Ladder-Match um den vakanten Titel. |
| 119 | Brock Lesnar           | 4   | 224                | 17. August 2014    | Los Angeles, Kalifornien           | SummerSlam                    | Am 1. April 2002 überreichte Triple H Lesnar den neuen Network-Logo-Gürtel. Dieser ersetzte den Big-Logo-Gürtel und den Big-Gold-Belt. |
| 120 | Seth Rollins           | 1   | 221                | 29. März 2015      | Santa Clara, Kalifornien           | WrestleMania 31               | Seth Rollins löste seinen Money-in-the-Bank-Vertrag ein. Dies war ein Triple-Threat-Match, in dem auch Roman Reigns beteiligt war. |
| —   | Titel vakant           | —   | 17                 | 5. November 2015   | N/A                                | N/A                           | Der Titel wurde für vakant erklärt, da Seth Rollins ihn aufgrund einer Knieverletzung nicht mehr verteidigen konnte. |
| 121 | Roman Reigns           | 1   | <1                 | 22. November 2015  | Atlanta, Georgia                   | Survivor Series               | Besiegte Dean Ambrose in dem Finale eines Turniers um den vakanten Titel. |
| 122 | Sheamus                | 3   | 22                 | 22. November 2015  | Atlanta, Georgia                   | Survivor Series               | Sheamus löste seinen Money-in-the-Bank-Vertrag ein. |
| 123 | Roman Reigns           | 2   | 41                 | 14. Dezember 2015  | Philadelphia, Pennsylvania         | Raw                           | |
| 124 | Triple H               | 9   | 70                 | 24. Januar 2016    | Orlando, Florida                   | Royal Rumble                  | Dies war ein Royal-Rumble-Match, in dem der Titel auf dem Spiel stand. |
| 125 | Roman Reigns           | 3   | 77                 | 3. April 2016      | Arlington, Texas                   | WrestleMania 32               | |
| 126 | Seth Rollins           | 2   | <1                 | 19. Juni 2016      | Las Vegas, Nevada                  | Money in the Bank             | |
| 127 | Dean Ambrose           | 1   | 84                 | 19. Juni 2016      | Las Vegas, Nevada                  | Money in the Bank             | Dean Ambrose löste seinen Money-in-the-Bank-Vertrag ein. Nach der Wiedereinführung des Brand-Splits wechselte der Titel am 30. Juni 2005 zu SmackDown, nachdem Ambrose zu SmackDown gedraftet wurde. Am 25. Juli 2016 wurde der Titel in WWE World Championship umbenannt, nachdem die WWE Universal Championship für Raw eingeführt wurde. |
| 128 | AJ Styles              | 1   | 140                | 11. September 2016 | Richmond, Virginia                 | Backlash                      | Am 9. Dezember 2016 wurde der Titel wieder in WWE Championship umbenannt. |
| 129 | John Cena              | 13  | 14                 | 29. Januar 2017    | San Antonio, Texas                 | Royal Rumble                  | |
| 130 | Bray Wyatt             | 1   | 49                 | 12. Februar 2017   | Phoenix, Arizona                   | Elimination Chamber           | Dies war ein Elimination-Chamber-Match, in dem auch AJ Styles, Baron Corbin, Dean Ambrose und The Miz beteiligt waren. |
| 131 | Randy Orton            | 9   | 49                 | 2. April 2017      | Orlando, Florida                   | WrestleMania 33               | |
| 132 | Jinder Mahal           | 1   | 170                | 21. Mai 2017       | Rosemont, Illinois                 | Backlash                      | Am 15. August 2017 löste Baron Corbin erfolglos seinen Money-In-The-Bank-Vertrag ein. |
| 133 | AJ Styles              | 2   | 371                | 7. November 2017   | Manchester, Vereinigtes Königreich | SmackDown Live                | Dies war der erste Titelwechsel, der außerhalb von Nordamerika vollzogen wurde. |
| 134 | Daniel Bryan           | 4   | 145                | 13. November 2018  | St. Louis, Missouri                | SmackDown Live                | |
| 135 | Kofi Kingston          | 1   | 180                | 7. April 2019      | East Rutherford, New Jersey        | WrestleMania 35               | |
| 136 | Brock Lesnar           | 5   | 184                | 4. Oktober 2019    | Los Angeles, Kalifornien           | SmackDown                     | Am 1. November 2019 nahm Lesnar den Titel mit zu Raw, nachdem er SmackDown verließ. |
| 137 | Drew McIntyre          | 1   | 203                | 5. April 2020      | Orlando, Florida                   | WrestleMania 36               | |
| 138 | Randy Orton            | 10  | 22                 | 25. Oktober 2020   | Orlando, Florida                   | Hell In A Cell                | Dies war ein Hell in a Cell Match. |
| 139 | Drew McIntyre          | 2   | 97                 | 16. November 2020  | Orlando, Florida                   | Raw                           | Dies war ein No Count Out, No Disqualification Match. |
| 140 | The Miz                | 2   | 8                  | 21. Februar 2021   | Saint Petersburg, Florida          | Elimination Chamber (2021)    | The Miz löste seinen Money-in-the-Bank-Vertrag ein. |
| 141 | Bobby Lashley          | 01  | 196                | 1. März 2021       | Saint Petersburg, Florida          | Raw                           | |
| 142 | Big E                  | 1   | 110                | 13. September 2021 | Boston, Massachusetts              | Raw                           | Löste seinen Money-in-the-Bank-Vertrag ein. |
| 143 | Brock Lesnar           | 6   | 28                 | 1. Januar 2022     | Atlanta, Georgia                   | Day 1 2022                    | Dies war ein Fatal-Five-Way-Match an dem auch Seth Rollins, Kevin Owens und Bobby Lashley beteiligt waren. |
| 144 | Bobby Lashley          | 2   | 21                 | 29. Januar 2022    | St. Louis, Missouri                | Royal Rumble 2022             | |
| 145 | Brock Lesnar           | 7   | 43                 | 19. Februar 2022   | Jeddah, Saudi-Arabien              | Elimination Chamber 2022      | Dies war ein Elimination-Chamber-Match an dem auch Austin Theory, AJ Styles, Seth Rollins und Riddle beteiligt waren. |
| 146 | Roman Reigns           | 4   | 735                | 3. April 2022      | Arlington, Texas                   | WrestleMania 38               | Dies war ein Champion vs. Champion Winner Take All Unification Match bei dem auch die WWE Universal Championship auf dem Spiel stand. Reigns wurde zum Undisputed WWE Universal Champion. Beide Titel blieben jedoch unabhängig voneinander aktiv. Am 28. April 2023 wechselten beide Titel zu SmackDown, nachdem Reigns zu SmackDown gedraftet wurde. Eine neue World Heavyweight Championship wurde für Raw eingeführt.                                                  |
| 147 | Cody Rhodes            | 1   | 378                | 7. April 2024      | Philadelphia, Pennsylvania         | WrestleMania XL Night 2       | Dies war ein Bloodline Rules Match. |
| 148 | John Cena              | 14  | 105                | 20. April 2025     | Paradise, Nevada                   | WrestleMania 41 Night 2       | Cena gewann seinen 17. World-Championship, womit er den Rekord von Ric Flair brach. |
| 149 | Cody Rhodes            | 2   | 13+                | 3. August 2025     | East Rutherford, New Jersey        | SummerSlam 2025 Night 2       | Besiegte John Cena in einem Street Fight Match |

## Regentschaften – absolut

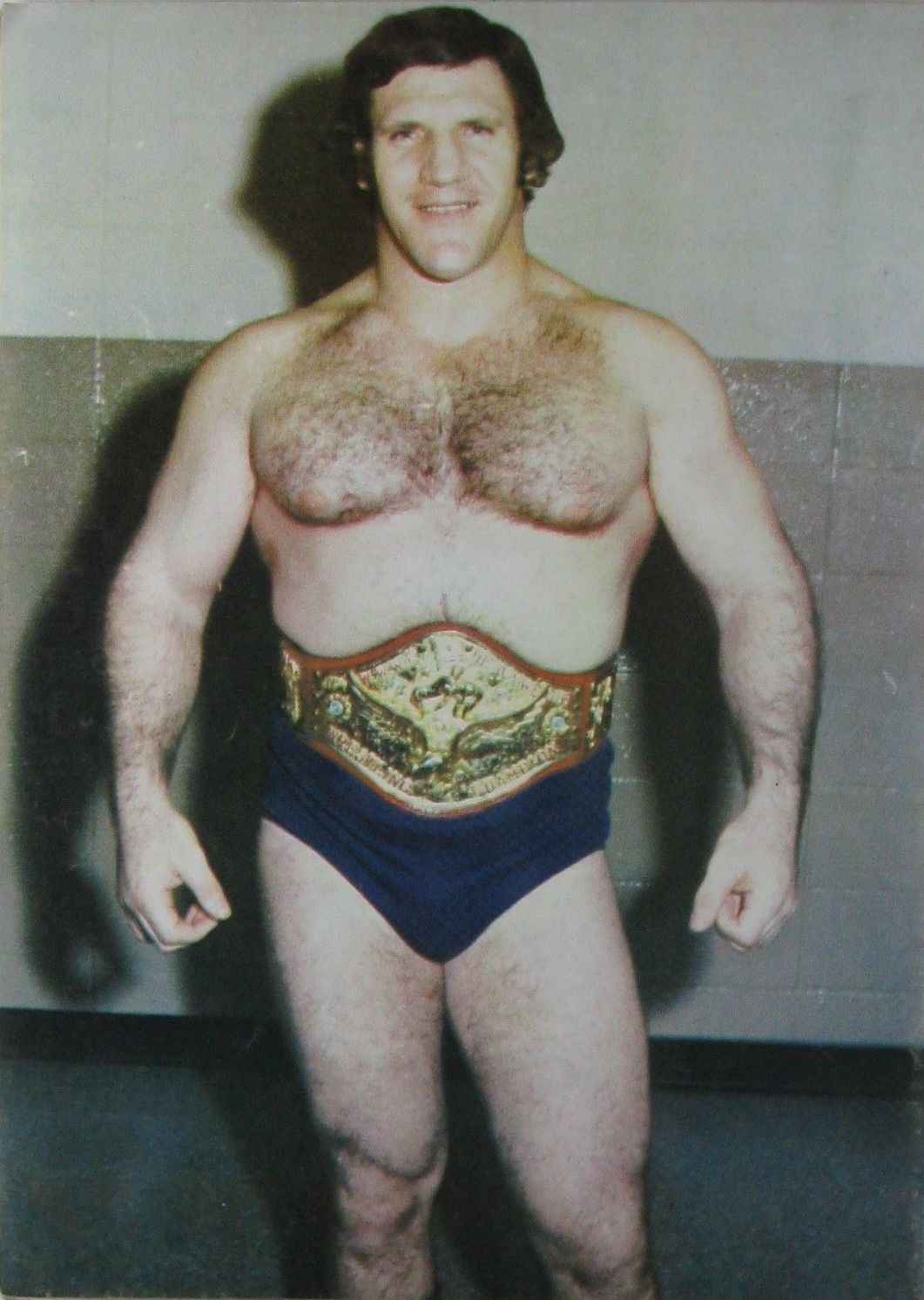
Bruno Sammartino hielt den Titel zweimal für insgesamt 4040 Tage.

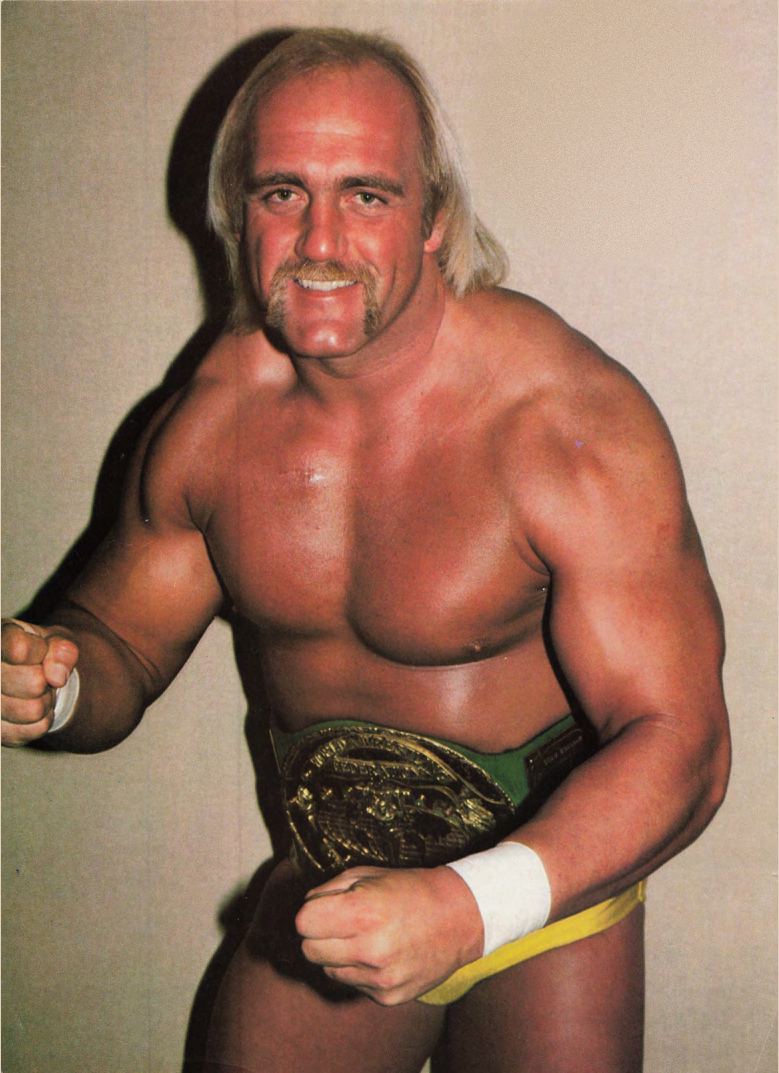
Hulk Hogan hielt den Titel sechsmal für insgesamt 2185 Tage.

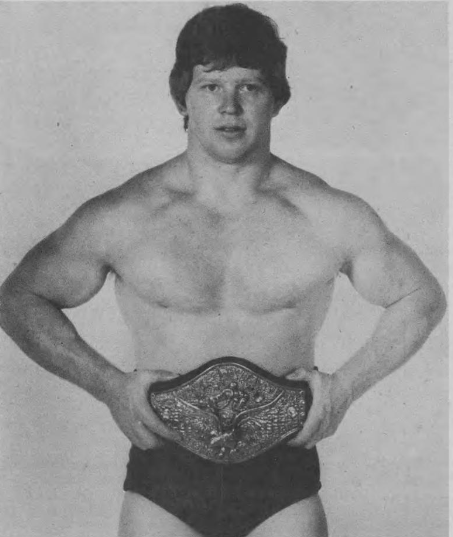
Bob Backlund hielt den Titel zweimal für insgesamt 2138 Tage.

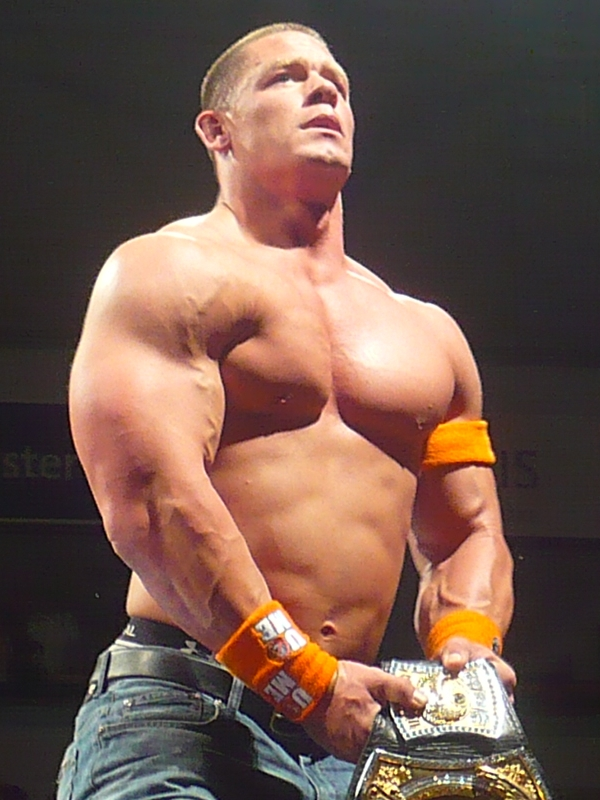
John Cena hielt den Titel vierzehnmal für insgesamt 1359 Tage.

| #  | Titelträger          | Nr. | Tage |
| -- | -------------------- | --- | ---- |
| 1  | Bruno Sammartino     | 2   | 4040 |
| 2  | Hulk Hogan           | 6   | 2185 |
| 3  | Bob Backlund         | 3   | 2138 |
| 4  | John Cena            | 14  | 1359 |
| 5  | Pedro Morales        | 1   | 1027 |
| 6  | Roman Reings         | 4   | 852  |
| 7  | Brock Lesnar         | 7   | 833  |
| 8  | Randy Orton          | 10  | 680  |
| 9  | Bret Hart            | 5   | 654  |
| 10 | Triple H             | 9   | 609  |
| 11 | Steve Austin         | 6   | 529  |
| 12 | Randy Savage         | 2   | 520  |
| 13 | AJ Styles            | 2   | 511  |
| 14 | CM Punk              | 2   | 462  |
| 15 | Shawn Michaels       | 3   | 396  |
| 16 | Cody Rhodes          | 2   | 391+ |
| 17 | The Rock             | 8   | 367  |
| 18 | Diesel               | 1   | 358  |
| 19 | Drew McIntyre        | 2   | 300  |
| 20 | Kurt Angle           | 4   | 297  |
| 21 | Billy Graham         | 1   | 296  |
| 22 | The Ultimate Warrior | 1   | 293  |
| 23 | Yokozuna             | 2   | 280  |
| 23 | John Layfield        | 1   | 280  |
| 25 | The Undertaker       | 4   | 238  |
| 26 | Seth Rollins         | 2   | 220  |
| 27 | Bobby Lashley        | 2   | 217  |
| 28 | Daniel Bryan         | 4   | 210  |
| 29 | Sheamus              | 3   | 183  |
| 30 | Kofi Kingston        | 1   | 180  |
| 31 | Jinder Mahal         | 1   | 170  |
| 32 | The Miz              | 2   | 168  |
| 33 | Edge                 | 4   | 139  |
| 34 | Eddie Guerrero       | 1   | 133  |
| 35 | Ric Flair            | 2   | 118  |
| 36 | Big E                | 1   | 110  |
| 37 | Chris Jericho        | 1   | 98   |
| 38 | Sycho Sid            | 2   | 97   |
| 39 | Alberto Del Rio      | 2   | 84   |
| 39 | Dean Ambrose         | 1   | 84   |
| 41 | Big Show             | 2   | 78   |
| 42 | Sgt. Slaughter       | 1   | 64   |
| 43 | Bray Wyatt           | 1   | 49   |
| 44 | Mankind              | 3   | 47   |
| 45 | Jeff Hardy           | 1   | 42   |
| 46 | Batista              | 2   | 37   |
| 47 | Buddy Rogers         | 1   | 36   |
| 48 | The Iron Sheik       | 1   | 28   |
| 49 | Rob Van Dam          | 1   | 22   |
| 50 | Ivan Koloff          | 1   | 21   |
| 51 | Stan Stasiak         | 1   | 9    |
| 52 | Vince McMahon        | 1   | 6    |
| 53 | Kane                 | 1   | 1    |
| 54 | Rey Mysterio         | 1   | <10  |
| 54 | André the Giant      | 1   | <10  |